# Hermann von Horn
Hermann von Horn, auch Hoorn, († 31. Januar 1156) war Bischof von Utrecht von 1151 bis 1156.

## Leben
Hermann von Horn wurde 1136 zum Archidiakon in Lüttich ernannt, 1149 zum Probst der Basilika St. Gereon in Köln.
Als Hermann von Horn 1150 den Utrechter Bischofsstuhl bestieg, hatte er sich zunächst gegenüber dem Gegenkandidaten Friedrich von Berg zu behaupten. Die Bischöfe Albrecht I. von Meißen und Otto von Freising waren eigens angereist, um Friedrich bei der Erhebung zum Bischof zu unterstützen. Hermann konnte sich mit Hilfe der Fürsten von Holland, Geldern und Kleve durchsetzen und Friedrich wurde 1156 Erzbischof von Köln.